# Ernst Hase
Ernst Hase (* 26. September 1889 in Münster; † 3. Juni 1968 ebenda) war ein deutscher Maler.

## Leben
Ernst Hase besuchte das Gymnasium Paulinum ab 1895, war aber ein schlechter Schüler. Erst in der Zeichenschule von Caesar Eimermacher blühte er auf. Er entschloss sich zu einem Studium an der Kunstakademie in München, wo er Karl Raupp und Carl von Marr als Lehrer hatte. 1913 ging er nach Berlin und studierte bei Maximilian Schäfer. Mit Ausbruch des Ersten Weltkrieges wurde Hase Soldat. Nach dem Krieg ging Hase nach Düsseldorf und wurde Meisterschüler von Franz Kiederich, einem Vertreter der Düsseldorfer Malerschule. 1922 wurde er Mitglied der Freien Künstlergemeinschaft Schanze und konnte bei deren ersten Ausstellung im Westfälischen Landesmuseum für Kunst und Kulturgeschichte ausstellen. Er wurde sowohl Mitglied im Reichsverband bildender Künstler Deutschlands sowie des Malkastens. Ab 1930 bereiste Hase die Mittelmeerregion und änderte seinen Stil. Nach seiner Rückkehr 1932 wurde er Kanzler bei der „Schanze“, trat aber 1933 nach der Machtergreifung der Nationalsozialisten zurück.
In der Zeit des Nationalsozialismus war Hase Mitglied der Reichskammer der bildenden Künste. Er war 1938 mit dem Ölgemälde Bildnis meines Vaters auf der Großen Deutschen Kunstausstellung in München vertreten. Obwohl ihm der Gauleiter Alfred Meyer eine Professur angeboten hatte, lehnte Hase ab. 1937 schließlich reiste Hase nach Südafrika. 1938 erwarb er in Emsdetten-Hembergen ein Haus. Dort ist die Straße Ernst-Hase-Weg nach ihm benannt. Mit dem Ende des Zweiten Weltkrieges begann die Beschäftigung Hases mit seiner Heimatstadt Münster und dem Münsterland, das er vielfältig porträtierte. Zu seinem 70. Geburtstag widmete ihm das Städtische Museum Osnabrück 1959 eine eigene Ausstellung.